# Déjà vu (film)
Déjà Vu är en amerikansk science fiction-thriller-film från 2006 med Denzel Washington.

## Handling
I New Orleans sprängs en folkfylld bilfärja under Mardi Gras-firandet. ATF-agenten Doug Carlin blir en av utredarna i en massiv utredning. Snart upptäcks ett kvinnolik en bit därifrån, som dött en stund innan explosionen. Trots det leder spår till vad som verkar vara gärningsmannen. Strax får dock Carlin veta att amerikanska säkerhetstjänsten har en apparat som låter dem se vart som helst in i dåtiden, dock bara i en kontinuerlig ström. Carlin, som har blivit fascinerad av kvinnan som dött innan explosionen, Claire Kuchever, rekryteras för att hitta rätt plats att titta på, så att de kan hitta gärningsmannen. Men Carlin upptäcker att tidsfönstret också har andra egenskaper som ger nya möjligheter att förhindra brottet.

## Om filmen
Déjà vu regisserades av Tony Scott och producerades av Jerry Bruckheimer.

## Rollista (urval)
- Denzel Washington - Douglas "Doug" Carlin
- Val Kilmer - Paul Pryzwarra, agent
- Paula Patton - Claire Kuchever
- Jim Caviezel - Carroll Oerstadt
- Bruce Greenwood - Jack McCready
- Adam Goldberg - Dr. Alexander Denny
- Matt Craven - Larry Minuti
- Elden Henson - Gunnars
- Erika Alexander - Shanti
- Rich Hutchman - Stalhuth, agent
- Brian Howe - Rättsläkare
- Elle Fanning - Abbey
- Enrique Castillo - Claires far